# Frontière entre la Guinée et le Sénégal

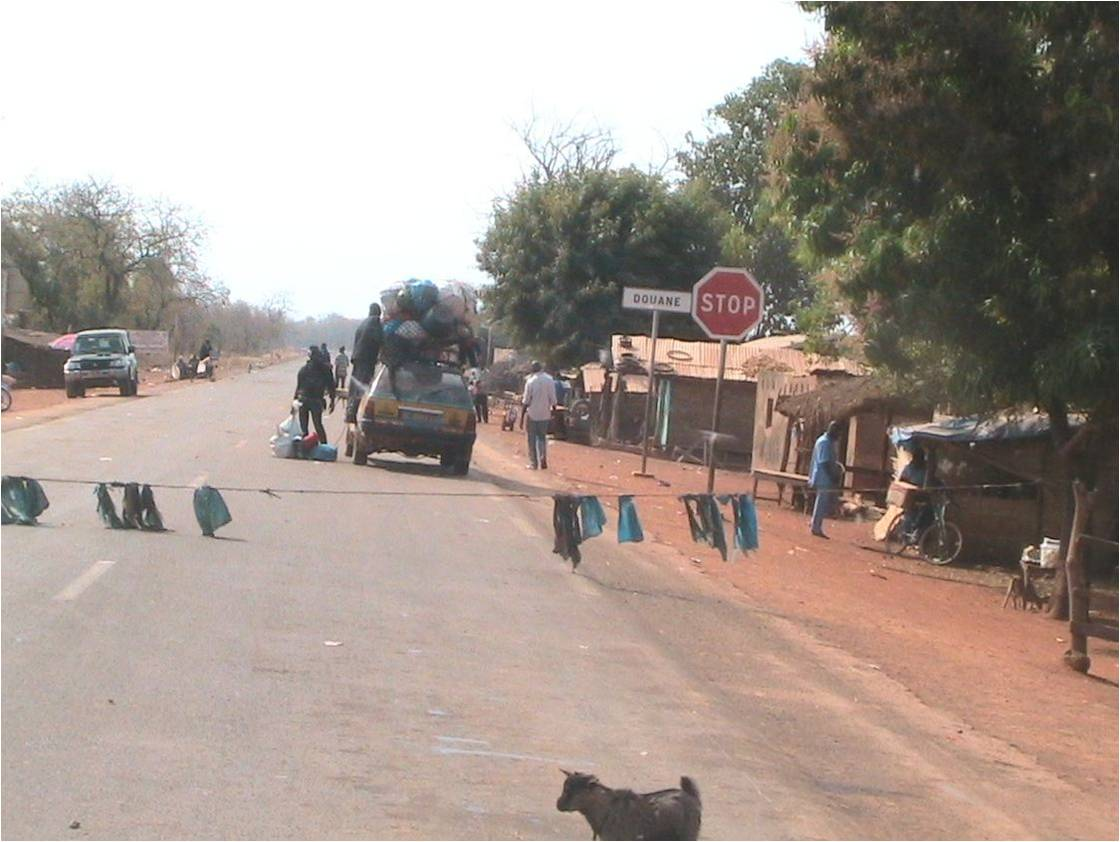
Poste-frontière à Koundara

La frontière entre la Guinée et le Sénégal est la frontière séparant la Guinée et le Sénégal.

## Histoire
Lors de l'épidémie Ebola en Guinée, le Sénégal ferme ses frontières avec la Guinée de mars à début avril 2014.
A l'approche des élections couplées d'octobre 2020, la Guinée ferme ses frontières avec le Sénégal pendant douze mois, de septembre 2020 à septembre 2021.